# 勲旧派
勲旧派（くんきゅうは）は、李氏朝鮮の派閥の一つ。士林派との対比で使われる。
大地主の両班が多く、1455年の世祖の擁立に功の有った勲臣と、その子孫たちで構成されていた。士林派の台頭に脅威を感じ士禍を引き起こすが、1567年の宣祖即位以降は士林派が積極的に登用されるようになり、勲旧派はやがて政治の舞台から消えていくこととなった。
高麗末期の李成桂擁立の功臣とその子孫も勲旧派と呼ぶ場合がある。

## 注
1. ↑  ただし燕山君期に発生した甲子士禍（1504年）と丙寅士禍（1506年）ではいずれも士林派のみならず、勲旧派も大規模粛清に巻き込まれている。